# Charlotte Bombal
Charlotte Bombal (geborene Kempe; * 14. Dezember 1935 in Glauchau; † 6. Februar 2000) war eine deutsche FDGB-Funktionärin. Sie war Vorsitzende der Industriegewerkschaft Textil-Bekleidung-Leder sowie Vorsitzende der Zentralen Revisionskommission des FDGB.

## Leben
Bombal, Tochter eines Textilingenieurs, besuchte die Volksschule und absolvierte von 1950 bis 1953 eine Webereilehre in der Damenstoffweberei Glauchau. 1950 schloss sie sich der FDJ an. 1960 wurde sie Mitglied der SED.
Von 1954 bis 1957 studierte sie an der Ingenieurschule für Textilindustrie in Reichenbach im Vogtland, ihr Studium schloss sie als Textil-Ingenieurin ab. Von 1957 bis 1962 war sie Investarbeiterin, Technologin und technische Zeichnerin beim VEB Mitteldeutsche Spinnhütte Plauen. Ab 1962 wirkte sie als Vorsitzende der Betriebsgewerkschaftsleitung (BGL) der VVB Deko Plauen. Am 23. November 1963 wurde sie auf dem 6. FDGB-Kongress zum Mitglied des Präsidiums des FDGB-Bundesvorstandes gewählt (damals noch unter ihrem Geburtsnamen Kempe), dem sie bis 28. April 1986 (14. Tagung des Bundesvorstandes) angehörte. Von 1972 bis 1974 absolvierte sie ein Studium an der Parteihochschule „Karl Marx“ mit Abschluss als Diplom-Gesellschaftswissenschaftlerin. Von 1975 bis Mai 1986 war sie Vorsitzende des Zentralvorstandes der IG Textil-Bekleidung-Leder. Von Mai 1986 bis Februar 1990 war sie Vorsitzende der Zentralen Revisionskommission des FDGB (Nachfolgerin von Alfred Wilke). Nach der Wende und friedlichen Revolution arbeitete sie an einer Abfüllmaschine in einer Salatfabrik.
Charlotte Bombal war mit dem Schauspieler, Regisseur und Journalisten Gerhard Bombal (1927–2011) verheiratet. Sie starb im Alter von 64 Jahren und wurde auf dem St. Andreas-St. Markus-Friedhof in Berlin-Alt-Hohenschönhausen beigesetzt.

## Schriften
- Die gewerkschaftlichen Revisionskommissionen. Arbeitsmaterial für die Tätigkeit der Revisionskommissionen des FDGB sowie der Industriegewerkschaften und Gewerkschaften. 5. Auflage. Verlag Tribüne, Berlin 1987.

## Auszeichnungen in der DDR
- Vaterländischer Verdienstorden in Bronze (1977)
- Artur-Becker-Medaille in Gold (1978)[4]
- Fritz-Heckert-Medaille in Gold (1979)[5]
- Clara-Zetkin-Medaille (1985)[6]